# أليخاندرو كاراسكو
أليخاندرو كاراسكو (بالإسبانية: Alejandro Carrascoo)‏ هو مدرب كرة قدم ولاعب كرة قدم تشيلي، ولد في 23 مارس 1978 في سانتياغو في تشيلي. لعب مع أوداكس إيتاليانو وإيفرتون دي فينا ديل مار وسكودا زانثي وكولو-كولو.

## وصلات خارجية
- أليخاندرو كاراسكو على موقع قاعدة بيانات كرة القدم.إي يو (الإنجليزية)
- أليخاندرو كاراسكو على موقع Soccerway.com (الإنجليزية)
- أليخاندرو كاراسكو على موقع عالم كرة القدم.نت (الإنجليزية)
- أليخاندرو كاراسكو على موقع AS.com (الإسبانية)